# Браун, Прентисс
Пре́нтисс Марш Бра́ун (англ. Prentiss Marsh Brown; 18 июня 1889, Сент-Игнас — 19 декабря 1973, там же) — американский политик.

## Биография
Браун родился в Сент-Игнасе и учился в местных школах. Он учился Университете Иллинойса в Урбан-Шампейне и в 1911 году окончил Элбион-Колледж, где получил степень бакалавра. Он изучал право и в 1914 году был принят в адвокатуру, проходил практику в своём родном городе.
Женился на Мэрион Уокер в 1916 году. У пары было в общей сложности семеро детей.
В 1914—1926 годах Браун был окружным прокурором и, одновременно, в 1916—1928 годах городским прокурором. В 1924 году он неудачно баллотировался в Палату представителей Соединенных Штатов, как и в 1928 году, когда участвовал в выборах на пост судьи Верховного суда Мичигана. В 1930—1942 годах он был членом Совета судебных экспертов штата.

## Конгресс
В 1932 году был избран конгрессменом в состав 73-й Палаты представителей США и в 1934 году был переизбран в состав 74-й Палаты, занимая этот пост до своего избрания 3 ноября 1936 года в Сенат США.  
В 77-м Сенате США он был председателем Комитета по искам. Он также был членом банковского и валютного Комитетов и в этом качестве сыграл важную роль в оказании помощи политике Президента США Франклину Рузвельту в достижении желаемого контроля над заработной платой и ценами на фермах. Отработав полный 6-летний сенаторский срок, в 1942 году он на выборах с незначительным перевесом уступил республиканцу Гомеру Фергюсону.

## После Конгресса

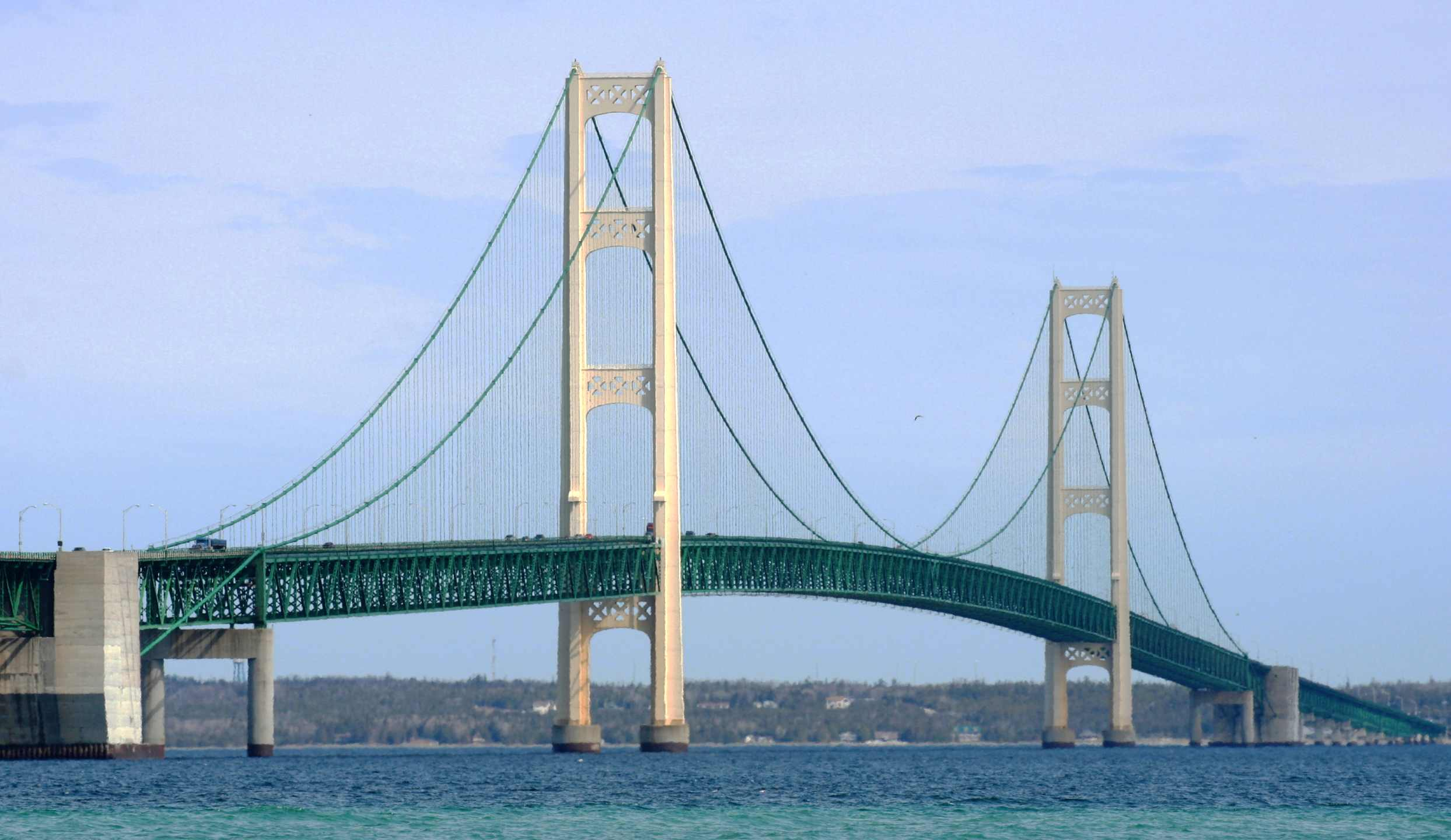
Мост Акино

В декабре 1942 года Рузвельт выбрал Брауна на пост администратора Управления по регулированию цен, заменив на этом посту Леона Хендерсона, чье пребывание было названо одной из основных причин поражения демократов на выборах 1942 года. В 1943 году он возобновил юридическую практику в Вашингтоне и Детройте. Он также занимал пост председателя «Детройт Эдисон Компани».
В 1951 году Браун был назначен на пост председателя недавно созданного Управления моста Макино, на котором оставался до своей смерти. Во время его председательства эта организация  курировала строительство моста Макино. Однажды во время радиоинтервью он заявил, что идея строительства моста Макино пришла ему в голову после того, как однажды необычно суровая зима помешала его поездке на работу на пароме и вынудила пересечь пролив по хрупкой ледяной поверхности озера.
Браун умер в Сент-Игнасе в возрасте 84 лет и был похоронен на местном кладбище «Лейксайд».

## Амбиции детей
Двое детей Брауна также активно участвовали в политической жизни Демократической партии. Старший сын — Прентисс Браун-младший — несколько раз безуспешно баллотировался в Конгресс в 1952, 1956, 1958 и 1960 годах, и был городским прокурором Сент-Игнаса в течение 50 лет. Второй сын — Пол Уокер Браун — был членом Совета регентов Мичиганского университета с 1971 по 1994 год безуспешно баллотировался на пост вице-губернатора штата.

## Память
- его называют «отцом моста Макино»; его значение было настолько велико, что его изображение было помещено на аверс токена, созданного администрацией моста Макино[4];
- в 2004 году, Элбион-Колледж Институту отличников присвоил имя Прентисса Брауна в память о выдающемся выпускнике 1911 года;
- в 1976—2001 годах межштатная автомагистраль 75, соединяющая мост Макино и Су-Сент-Мари называлась Мемориальным шоссе Прентисса М. Брауна[5];
- его достижения признаны Коллегией адвокатов штата Мичиган «юридической вехой в Мичигане»;
- его персона занимает видное место в документальном фильме 1997 года PBS "Building the Mighty Mac" режиссёра из Лос-Анджелеса Марка Хауэлла.